# Laccophilus ekari
Laccophilus ekari is een keversoort uit de familie waterroofkevers (Dytiscidae). De wetenschappelijke naam van de soort is voor het eerst geldig gepubliceerd in 1997 door Balke, Larson & Hendrich.